# Plusaetis ponsi
Plusaetis ponsi är en loppart som först beskrevs av Barrera 1955.  Plusaetis ponsi ingår i släktet Plusaetis och familjen fågelloppor. Inga underarter finns listade i Catalogue of Life.